# Pseudochirulus caroli
Pseudochirulus caroli là một loài động vật có vú trong họ Pseudocheiridae, bộ Hai răng cửa. Loài này được Thomas mô tả năm 1921.